# SPV (企業)
SPV GmbH（Schallplatten Produktion und Vertrieb GmbH）は、ドイツの音楽制作プロダクションおよびレコード・レーベル。2020年秋以降はナパーム・レコード傘下となっている。

## 概要
1984年1月1日にマンフレッド・シュッツが設立。ロックやヘヴィ・メタルを中心にしたラインナップで1980年代のメタル・ブームに乗って躍進。ロック系以外のジャンルのアーティストも擁して2002年時点で6,500点を超える作品を扱った。
欧州で有力なレーベルに成長していたものの、2009年に破産を申請した。その後は事業規模を縮小しソニー・ミュージックエンタテインメント・ジャーマニーの協力で経営再建を果たしていたが、2020年11月よりナパーム・レコードに買収されグループ傘下となった。
- ドイツ国内においてロードランナー・レコードの作品も販売している。
- 2025年1月、創業者であったマンフレッド・シュッツが死去。晩年は音楽制作プロダクションMIG Musicを設立していた[1]。

## サブレーベル
- Audiopharm
- Inside Out
- Oblivion
- Steamhammer
- Synthetic Symphony
- SPV Recordings

## 主な契約アーティスト
- アイスド・アース
- アクセル・ルディ・ペル
- アトロシティ
- アナイアレイター
- アル・ディ・メオラ
- アングラ
- エイリオン
- エンゲル
- エンスレイヴド
- キャメロット
- クリス・ファーロー
- クリス・デ・バー
- サクソン
- スキッド・ロウ
- スキニー・パピー
- ストリーム・オブ・パッション
- セパルトゥラ
- ゼブラヘッド
- ソドム
- タイプ・オー・ネガティブ
- ディーモンズ・アンド・ウィザーズ
- ドライ・キル・ロジック
- トリスタニア
- ドロ
- ニナ・ハーゲン
- バイオハザード
- バッド・レリジョン
- ハロウィン
- ブラックモアズ・ナイト
- ブレイズ
- ブレイズン・アボット
- ヘイトスフィア
- ホワイトスネイク
- マグナム
- マノウォー
- ムーンスペル
- メタル・チャーチ
- モーターヘッド
- モンスター・マグネット
- UFO
- ラプソディー・オブ・ファイア
- リーヴズ・アイズ
- レイジ